# Garret Covington
Garret Covington (nacido el 31 de octubre de 1994 en Edwardsville, Illinois, Estados Unidos) es un jugador de baloncesto estadounidense. Con una altura oficial de 1,96 metros, juega indistintamente en las posiciones de escolta o alero.

## Trayectoria
Formado académica y deportivamente en la Universidad de Western Illinois, formó parte de la plantilla de los Leathernecks durante su período universitario (2013 a 2017), disputando la Division I de la NCAA. En su primer año fue nominado freshman (novato) del año de la Conferencia Summit y fue nominado para el All-Second Team (segundo mejor equipo ideal) en cada una de sus cuatro temporadas. Terminó el ciclo con promedios de 16,9 puntos, 4,1 rebotes y 2,3 asistencias.
Vivió su primera experiencia profesional en la temporada 2017/18 enrolado en las filas del Albacete Basket, club de la LEB Plata española, siendo uno de los jugadores más destacados con promedios de 15,6 puntos (17,1 en la liga regular, segundo máximo anotador de la competición) y 3,4 rebotes en los 37 partidos que disputó, colaborando decisivamente para que su equipo alcanzara las semifinales.
En enero de 2019 se incorpora al CB L'Hospitalet de LEB Plata. Disputa 15 partidos y finaliza la campaña promediando 15 puntos, 3,4 rebotes y 2,4 asistencias por encuentro.
El agosto de 2019 se suma al proyecto Hestia Menorca, donde aun no ha disputado ningún partido.